# Pegasomyia abaurea
Pegasomyia abaurea är en tvåvingeart som först beskrevs av Philip 1941.  Pegasomyia abaurea ingår i släktet Pegasomyia och familjen bromsar. Inga underarter finns listade i Catalogue of Life.